# Kiss In The Dark
「Kiss In The Dark」は、1979年5月1日にワーナー・ブラザースにより世界40カ国で同時リリースされた、日本のアイドルグループ ピンク・レディーのアメリカにおけるデビューシングル。日本では4カ月後の同年9月5日に14枚目のシングル「キッス・イン・ザ・ダーク」として発売された。
全米ビルボード ホット100の最高位は37位で、日本人の曲としては1963年の坂本九の「Sukiyaki」（「上を向いて歩こう」）以来のトップ40内に入る曲となった。

## 概要
当時のアメリカの人気アイドルレイフ・ギャレットやショーン・キャシディのプロデューサーだったマイケル・ロイドによるプロデュースで、アメリカではディスコ／クラブ向けに12インチヴァージョンも存在する。B面の「Walk Away Renee（ウォーク・アウェイ・ルネ）」はレフト・バンクの曲をカヴァーしたもの。
（アメリカ・デビューで最初に彼女らが披露されたのは1979年4月3日にCBSで放送されたレイフ・ギャレットを主役にした特別番組『Leif』でだった。）
2004年に『ミュージックフェア』に出演した際にはテンポを落としてよりジャジーになったアレンジで披露した。

## 収録曲

### A面
Kiss In The Dark
作詞・作曲：Michael Lloyd / 編曲：John D'Andrea

### B面
Walk Away Renee
作詞：Mike Brown-Bob Calilli / 作曲：Tony Sansone / 編曲：Erich Buling